# 美作太郎
美作 太郎（みまさか たろう、1903年9月17日 - 1989年7月3日）は、昭和期の編集者、出版会社経営者、出版学研究者。

## 経歴
熊本県熊本市生まれ。1927年東京帝国大学法学部卒業後、日本評論社に入社。東大で教わった師の河合栄治郎の著作『トーマス・ヒル・グリーンの思想体系』『ファッシズム批判』『学生に与う』『学生叢書』などの出版を担当する。
1938年、河合栄治郎事件が起こり、河合著の『ファッシズム批判』などが発禁となる。自身は1944年に横浜事件により逮捕される。両事件により、日本評論社は相当な被害を被る。戦後は同社に復帰し、編集局長、専務取締役になる。1951年退社し、1952年に新評論社（のち新評論）を創立し、社長、のち会長となる。
新評論に美作の弟子で編集者の藤原良雄がいて、彼は1989年独立し、藤原書店を設立。美作の編集、出版の技術や精神は藤原と藤原書店にも受け継がれている。
他方、社外においては、『執筆・編集・校正』『出版と著作権』『編集と著作権』などの出版を通じて、出版学や著作権などの研究、啓蒙に尽くす。また、多くの出版関係の団体の役員を務める。日本出版学会（会長）、日本書籍出版協会（理事）などである。

## 著訳書

### 単著
- 『執筆・編集・校正・造本の仕方』ダイヤモンド社、1951年
- 『執筆・編集・校正』岩崎書店、1966年
- 『出版と著作権』エディター叢書、日本エディタースクール出版部、1976年
- 『著作権と出版権――いま何が問題か』エディター叢書、日本エディタースクール出版部、1981年
- 『最近の著作権問題について』著作権研究会シリーズ、教科書協会、1982年
- 『著作権――出版の現場から』出版ニュース社、1984年
- 『戦前戦中を歩む――編集者として』日本評論社、1985年
- 『編集と著作権』日本エディタースクール出版部、1988年

### 共著
- 『言論の敗北――横浜事件の真実』三一新書、1959年
- 『著作権・出版権問答』出版ニュース社、1965年
- 『横浜事件』エディター叢書、日本エディタースクール出版部、1977年

### 共訳書
- 『出版概論』スタンリー・アイウィン、栗田書店、1958年
- 『原子力は誰のものか』ロバート・オッペンハイマー、矢島敬二共訳、中央公論社、1957年、中公文庫、2002年、改版2024年